# Severski Donets
De Severski Donets (Oekraïens: Сіверський Донець, Siversky Donets; Russisch: Северский Донец, Severski Donets), vaak kortweg Donets genoemd, is een rivier in Rusland en Oekraïne, die in de grotere rivier de Don stroomt. De rivier heeft haar oorsprong in het Centraal-Russisch Plateau in het zuidwesten van Rusland bij de stad Belgorod. De rivier stroomt vanuit de Russische oblast Belgorod de grens met Oekraïne over en verder door de Oekraïense oblasten Charkov, Donetsk en Loehansk in het oosten van Oekraïne, om vervolgens opnieuw de grens met Rusland te passeren, waarna de rivier in de Russische oblast Rostov in de Don uitmondt. De rivier is 1053 km lang.
De naam is afgeleid van de Slavische stam der Severjanen, waarvan de etymologie onzeker is. Donets betekent "kleine Don".
De landstreek Donbas, oftewel het Donetsbekken, en de steden Donetsk en Sjevjerodonetsk zijn naar de Severski Donets genoemd.
- Gemeinsame Normdatei: 4449069-0
- Virtual International Authority File: 244272857